# Phauloppia bryani
Phauloppia bryani är en kvalsterart som beskrevs av Arthur P. Jacot 1934. Phauloppia bryani ingår i släktet Phauloppia och familjen Oribatulidae. Inga underarter finns listade i Catalogue of Life.